# George Lewis Gillespie Jr.

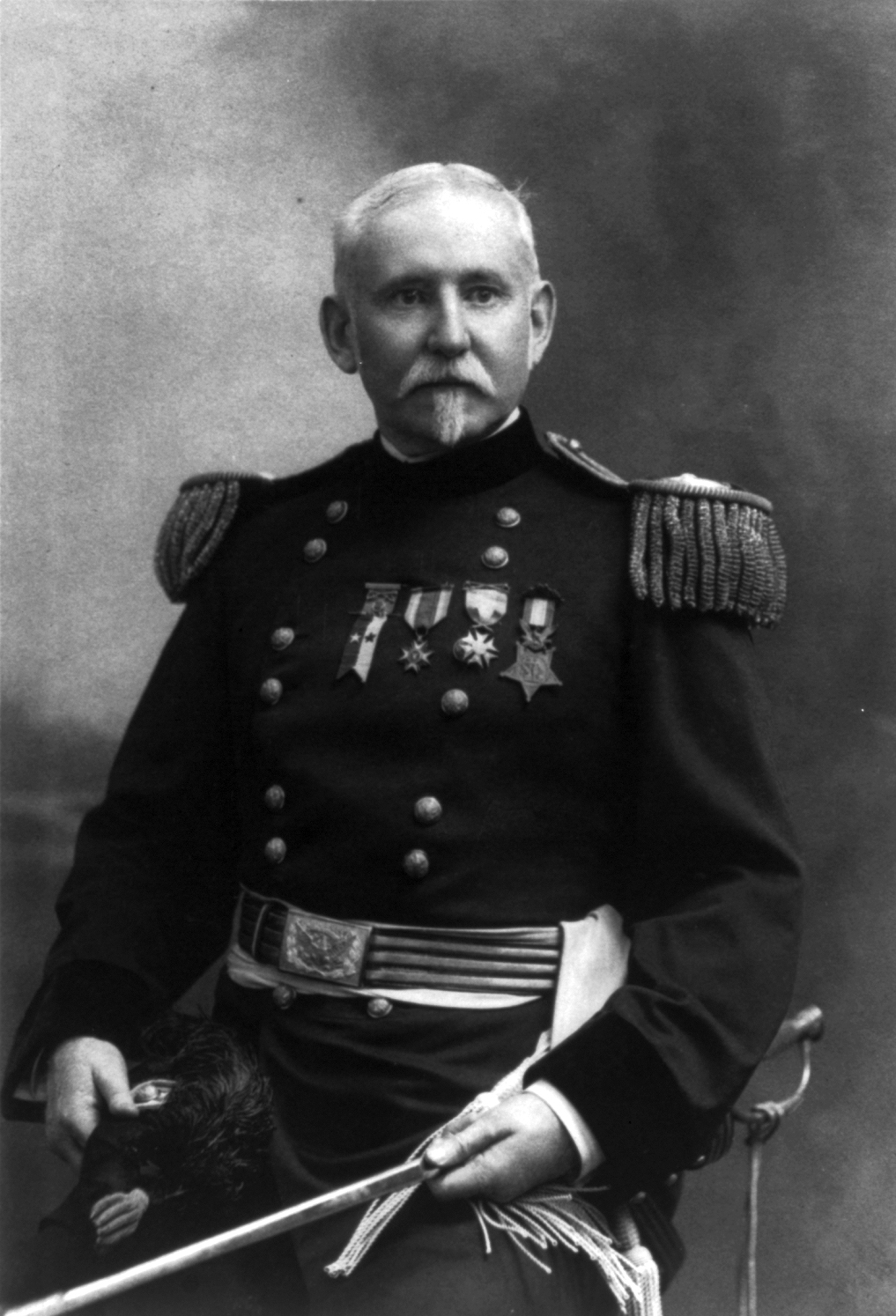
George L. Gillespie Jr.

George Lewis Gillespie Jr. (* 7. Oktober 1841 in Kingston, Roane County, Tennessee; † 27. September 1913 in Saratoga Springs, Saratoga County, New York) war ein Generalmajor der United States Army. Er war unter anderem Kommandeur des United States Army Corps of Engineers (COE).
George Gillespie war ein Sohn von George Lewis Gillespie Sr. (1812–1860) und dessen Frau Magraretta Alice McEwen (1819–1866). Im Jahr 1862 absolvierte er die United States Military Academy in West Point. Nach seiner Graduation wurde er als Leutnant den Pionieren (Engineers) zugeteilt. In der Armee durchlief er anschließend alle Offiziersränge vom Leutnant bis zum Zwei-Sterne-General.
Als Pionier (Engineer) gehörten der Hochwasserschutz, der Ausbau von Hafenanlagen, deren militärische Verteidigungsanlagen, Flussregulierungen sowie der Bau von Schleusen und Stauwerken, Kanälen und Leuchttürmen zu seinem Aufgabenbereich. Gillespie begann seine militärische Laufbahn während des Amerikanischen Bürgerkriegs. Ab September 1862 diente er als Pionieroffizier in der Army of the Potomac. Für seinen mutigen Einsatz während der Schlacht von Cold Harbor am 31. Mai 1864 wurde er, allerdings erst im Jahr 1897, mit der Medal of Honor ausgezeichnet. Im Verlauf des Krieges stieg er bis zum Hauptmann und Kommandeur einer Pionierkompanie in der regulären Armee auf.
Nach dem Bürgerkrieg diente Gillespie in verschiedenen Landesteilen als Pionieroffizier. Er war unter anderem am Ausbau der Hafenanlagen bzw. der Hafenverteidigung in Cleveland, Chicago, Boston und New York City beteiligt. Zwischenzeitlich war er auch an der Flussregulierung am Columbia River beteiligt. Sechs Jahre lang war er Präsident der Mississippi River Commission. Während des Spanisch-Amerikanischen Kriegs kommandiert er das Department of the East des US-Heeres.
Am 3. Mai 1901 erreichte er mit seiner Beförderung zum Brigadegeneral die Generalsränge in der regulären Armee. Gleichzeitig erhielt er den Oberbefehl über das gesamte COE. Dieses Kommando hatte er bis zum Januar 1904 inne. Danach war er als Generalmajor Stabsoffizier (Assistant Chief of Staff of the United States Army) im Kriegsministerium. Am 15. Juni 1905 schied er altersbedingt aus dem Militärdienst aus. Er starb am 27. September 1913 in Saratoga Springs und wurde auf dem Friedhof der Militärakademie in West Point beigesetzt.